# Бібліотека «Промінець» для дітей
Бібліотека «Промінець» для дітей Святошинського району м.Києва.

## Адреса
03115 м.Київ вул. Краснова, 10 тлф 450-56-14

## Характеристика
Площа приміщення бібліотеки — 246 м², книжковий фонд — 22,5 тис. примірників. Щорічно обслуговує 2,5 тис. користувачів, кількість відвідувань за рік — 18,0 тис., книговидач — 59,0 тис. примірників.

## Історія бібліотеки
Заснована у 1974 році. Сучасна назва з 1993 року. Бібліотечне обслуговування: 2 читальні зали (для учнів 1 — 4 кл., 5 — 9 кл.), 2 абонементи, МБА. При бібліотеці працює ляльковий театр та образотворчий гурток «Промінець».